# Алп-хан
 Алп-Хан (урду الپ خان‎) (умер в конце 1315 или начале 1316 года) — генерал и шурин делийского султана Ала ад-Дина Хильджи. Он служил губернатором Гуджарата при Ала ад-Дине и имел значительное влияние при султанском дворе в Дели в последние годы жизни Ала ад-Дина. Он был казнен по обвинению в заговоре с целью убийства Ала ад-Дина, возможно, из-за заговора Малика Кафура.

## Ранняя жизнь
Первоначально Алп-Хана звали Джунаид, а позже — Малик Санджар. Судя по всему, он происходил из семьи вождей Хильджи. По словам Исами, Ала ад-Дин воспитывал его с самого детства.
Став султаном Дели в 1296 году, Ала ад-Дин дал ему титул  Алп-хан («могущественный хан»). Его сестра (названная Махру в соответствии с хронистом XVI-XVII веков Хаджи-уд-Дабиром)) вышла замуж за 
Ала ад-Дина: Хизр-хан был результатом этого брака.

## Карьера
Ала ад-Дин назначил Алп-хана Амиром-и-Меджлиса (главой протокольного отдела) и даровал ему икту Мултан. Примерно в 1310 году Ала ад-Дин даровал Алп-Хану икту Гуджарат. Джайнские работы восхваляют Алп-хана за то, что он позволил восстановить святыни, разрушенные мусульманскими завоевателями. Набхи-Нандана-джиноддхара-прабандха Какка Сури записывает реконструкцию храма Шатрунджая, разрешенную им.
В 1308 году Ала ад-Дин Хильджи приказал Алп-хану поддержать Малика Кафура во время вторжения в Девагири. Войска Алп-хана вторглись в Баглану, где царь Вагхела Карна получил княжество от правителя Девагири Рамачандры. Солдаты Алп-хана не смогли задержать Карну, но сумели захватить дочь Карны Деваладеви. Алп-хан отправил ее в Дели, где она была замужем за его племянником Хизр-ханом.

## Смерть
Дочери Алп-хана вышли замуж за сыновей Ала ад-Дина — Хизр-хана и Шади-хана. Будучи дядей по материнской линии и тестем предполагаемого наследника Хизр-хана, Алп-хан пользовался значительным влиянием при делийском дворе, особенно в последние годы правления Ала ад-Дина. В 1315 году, когда Ала ад-Дин страдал от тяжелой болезни, он соперничал с рабом-наместником Алауддина Маликом Кафуром за контроль над властью. Кафур убедил Ала ад-Дина санкционировать убийство Алп-хана. Утверждалось, что Алп-хан, его сестра и Хизр-хан сговорились отравить Ала ад-Дина, чтобы сделать Хизр-хана новым султаном. Однако это могло быть пропагандой Кафура.